# Srednja Bloudkova
Srednja Bloudkova (redko: Skakalnica Stane Pelan) je nekdanja 90-metrska smučarska skakalnica v Planici, odprta leta 1949.
Zadnja uradna tekma na tej skakalnici je bilo Svetovno mladinsko prvenstvo v nordijskem smučanju 2007, ki je nadomeščalo Trbiž, saj je bilo tam pomankanje snega. To so bili tudi zadnji skoki na skakalnici.

### Zgodovina
Zgrajena je bila po načrtih Stanka Bloudka. Skakalnica ima izjemno lego, prvi originalni nalet pa je bil narejen iz jeklene vitke palične konstrukcije. Lego in profil je zasnoval inženir Bloudek, pri gradnji skakalnice pa mu je pomagal Stane Pelan, po katerem skakalnica tudi nosi eno izmed več imen. Avtorja današnje konstrukcije sta brata Lado in Janez Gorišek, ki sta jo rekonstruirala in prenovila leta 1989. V osi skakalnice je postavljena lesena skulptura skakalca.
V okviru celovite prenove Nordijskega centra Planica bodo skakalnico podrli predvidoma v jeseni leta 2012. Takoj zatem bodo na njenem mestu zgradili dve popolnoma novi mladinski skakalnici velikosti K56 (HS62) in K72 (HS80), ki bosta po velikosti nekako nadomestili že dolgo zapuščeni skakalnici pri bivši železniški postaji v Ratečah, uporabljali pa se bosta predvsem za trening mlajših skakalcev. Mladinski skakalnici naj bi bili odprti predvidoma v letu 2013. Popolnoma nova 90 metrska skakalnica, ki bo nadomestila Pelanovo, pa je trenutno v gradnji in bo končana predvidoma v jeseni 2012. Stoji le nekaj metrov stran od Pelanove tik ob Bloudkovi velikanki.

## Tekme

### Nordijska kombinacija
| Datum             | Tekmovanje     | Zmagovalec    | Drugi          | Tretji            |
| ----------------- | -------------- | ------------- | -------------- | ----------------- |
| 15. december 1984 | SP (K92/15 km) | Geir Andersen | Hubert Schwarz | Hallstein Bøgseth |

### Skoki
| Datum             | Tekmovanje | Zmagovalec            | Drugi               | Tretji             |
| ----------------- | ---------- | --------------------- | ------------------- | ------------------ |
| 27. marec 1949    | MED        | Janez Polda           | Lasse Johanson      | Rafael Viljamaa    |
| 11. marec 1951    | MED        | Sepp Bradl            | Janez Polda         | Albin Plank        |
| 23. marec 1952    | MED        | Keith Wegemann        | Sepp Bradl          | Alois Leodolter    |
| 8. marec 1953     | MED        | Herm Anwander         | Janez Polda         | Sepp Schiffner     |
| 7. marec 1965     | 1. MJP     | Dieter Mueller        | Helmut Wegscheider  | Dieter Bokeloh     |
| 26. marec 1967    | 2. MJP     | Reinhold Bachler      | Horst Queck         | Peter Lesser       |
| 22. marec 1970    | 4. MJP     | Vladimir Smirnov      | Aleksander Ivanikov | Reinhold Bachler   |
| 28. marec 1971    | 5. MJP     | Hans-Georg Aschenbach | Walter Steiner      | Peter Štefančič    |
| 21. marec 1980    | SP         | Hans Millonig         | Armin Kogler        | Primož Ulaga       |
| 21. marec 1981    | SP         | Jari Puikonen         | Horst Bulau         | Axel Zitzmann      |
| 27. marec 1982    | SP         | Ole Bremseth          | Per Bergerud        | Massimo Rigoni     |
| 26. marec 1983    | SP         | Matti Nykänen         | Primož Ulaga        | Olav Hansson       |
| 24. marec 1984    | SP         | Jens Weißflog         | Mike Holland        | Janusz Malik       |
| 22. marec 1986    | SP         | Matti Nykänen         | Andreas Felder      | Franz Neuländtner  |
| 27. marec 1988    | SP         | Primož Ulaga          | Pavel Ploc          | Ernst Vettori      |
| 25. marec 1989    | SP         | Jens Weißflog         | Andreas Felder      | Ari-Pekka Nikkola  |
| 11. december 1993 | SP         | Espen Bredesen        | Takanobu Okabe      | Andreas Goldberger |
| 10. december 1994 | SP         | Kazujoši Funaki       | Andreas Goldberger  | Janne Ahonen       |
| 11. december 1994 | SP         | Andreas Goldberger    | Mika Laitinen       | Lasse Ottesen      |

## Rekord

### Moški
| Datum          |                       | Metri |
| -------------- | --------------------- | ----- |
| 27. marec 1949 | Janez Polda           | 86,0  |
| 7. marec 1965  | Marjan Pečar          | 87,0  |
| 26. marec 1967 | Horst Queck           | 91,0  |
| 28. marec 1971 | Hans-Georg Aschenbach | 93,0  |
| 21. marec 1980 | Tom Levorstad         | 94,0  |
| 27. marec 1982 | Ole Bremseth          | 94,0  |
| 26. marec 1983 | Olav Hansson          | 95,5  |
| 24. marec 1984 | Jens Weißflog         | 97,0  |
| 11. marec 1993 | Espen Bredesen        | 101,0 |
| 11. marec 1994 | Andreas Goldberger    | 102,5 |
| 13. marec 2004 | Bine Zupan            | 110,0 |

### Ženske
| Datum         |              | Metri |
| ------------- | ------------ | ----- |
| 2. marec 2003 | Anette Sagen | 105,5 |